# Stipo Papić
Stipo Papić (ur. 20 listopada 1978 w Berlinie) – niemiecki koszykarz, występujący na pozycjach silnego skrzydłowego lub środkowego, reprezentant kraju, posiadający także chorwackie obywatelstwo.

## Osiągnięcia
Stan na 14 czerwca 2022, na podstawie, o ile nie zaznaczono inaczej.

### Drużynowe
- Mistrz:
  - Niemiec (1997, 1998, 2000–2002)
  - Niemiec U–20 (1997)
- Zdobywca Pucharu Niemiec (2002, 2004)
- Finalista Pucharu Niemiec (2000)
- Uczestnik rozgrywek międzynarodowych:
  - Euroligi (2001/2002 – faza zasadnicza)
  - Eurocup (2002/2003 – faza zasadnicza, 2003/2004)
- Awans do najwyższej klasy rozgrywkowej z TuS Lichterfelde (2000)

### Reprezentacja
Seniorska
- Uczestnik:
  - Europy (2001 – 4. miejsce)
  - kwalifikacji do Eurobasketu (2003)

Młodzieżowe
- Uczestnik mistrzostw Europy:
  - U–22 (1998 – 7. miejsce)
  - U–18 (1996 – 8. miejsce)
  - kwalifikacji do Eurobasketu U–22 (1998)